# الزورات
تقع الزورات في السودان في اقصى شمال مدينة دنقلا العرضى وتبعد منها حوالى 16 كيلومتر وتقع في شريط على النيل من الناحية الغربية للنيل تجاورها شمالا قرية بنا وجنوبا قرية جرادة ومن الناحية الشرقية جزيرة إرس وجزيرة بنا والهمك وكلتوس.
وصف القرية:-
هي من أكبر القرى في الولاية الشمالية طولها حوالى 16 كيلو متر وعرضها حوالى 5 كيلو متر وبها عدد من الجزر في النيل على امتداد القرية. كانت في الماضي قرية واحدة وتم تقسيمها إلى ثلاثة لجان شعبية هي:-
1/ كلمسيد:-
تقع في الجانب الجنوبي للقرية وهي من اعرق المناطق في السودان نسبة لان بها مسجد كلمسيد العتيق الذي اقيم فيه أول صلاة جمعة في السودان كما بها خلاوى الشيخ تور كلمسيد وبها مدرسة مختلطة للاساس بنين وبنات ونادى التماسيح الرياضى الثقافى الاجتماعى كما بها محطة مياه ومركز صحي متكامل يقدم الخدمات
على مدار ال 24 ساعة وتنقسم إلى عدة حلال صغيرة.
2/ الزورات وسط:-
وهي أيضا من المناطق المعروفة تاريخيا حيث يقال ان عبد الله بن أبي السرح مدفون بها وكانت تاتى وفود وسواح ازيارة المقبرة لذا سميت بالزورات من تعدد الزيارات بالقرية مدرسة مختلطة للاساس بنين وبنات ونادى النصر الرياضي الثقافي الاجتماعي ونادى التضامن الرياضي الثقافي الاجتماعي وبها مركز صحى كبير تم ضمه في العام 2007م إلى التامين الصحي كما تم بناء مدرسة ثانوية للبنين والبنات باسم الشهيد مبارك محمد سراج وهناك اقتراح بان تكون كلية جامعية بدلا عن مدرسة ثانوية وبها خلوة الشيخ عثمان النور التي توقفت منذ فترة.
3/ الزورات شمال:-
وهي امتداد للقرية من الناحية الشمالية بها مدرستين اساس بنين وبنات وبها نادى الامل الرياضى الثقافى الاجتماعى.
الخدمات:-
بالقرية عدد 3 صهريج ماء والان اكتملت التوصيلات الداخلية للكهرباء وبعد أيام قلائل سيتم افتتاح الطريق المسفلت الممتد من مدينة دنقلا إلى نهاية قرية الزورات.
الحرفة:-
الحرفة الرئيسية لاهل المنطقة الزراعة وتربية المواشى
المشاريع:-
مشروع الزورات الزراعى يعتبر من أكبر المشاريع في القرية بالإضافة إلى عدد من المشاريع العامة والخاصة الأخرى ومشكلتنا في الزراعة عدم التنوع يعنى ان مزارع القرية يزرع القمح والفول فقط واحيانا الذرة ولايهتمو بزراعة النخيل حتى قارب الانقراض نتمنى الاهتمام بالمحاصيل النقدية والخضر والفاكه.
الحياة الاجتماعية:-
مازال الناس في القرية متمسكين بالعادات والتقاليد القديمة السمحة ومنها الفزع والنفير والنجدة ومساعدة المحتاج وفي الافراح يقدموا ماعندهم لمساعدة صاحب الفرح خاصة في الأعراس والاتراح